# Žiar (Banská Bystrica)
Žiar (in ungherese Zsór) è un comune della Slovacchia facente parte del distretto di Revúca, nella regione di Banská Bystrica.